# Kalmar läns östra järnvägsaktiebolag
Kalmar läns östra järnvägsaktiebolag var bolaget som ägde järnvägslinjen Kalmar–Berga Järnväg (KBJ). Bolaget bildades 1895. Bolaget ägde två dotterbolag Mönsterås Nya Järnvägsaktiebolag (MÅJ) mellan 1910 och 1940, samt Östra Smålands Järnväg (ÖSmJ) mellan 1932 och 1937. ÖSmJ bildades för att köpa Ruda–Oskarshamns Järnväg (ROJ) och Ruda–Älghults Järnväg (RÄJ) som hade gått i konkurs 1931. Östra Smålands Järnväg upplöstes 1937 och Ruda–Oskarshamns Järnväg och Ruda–Älghults Järnväg införlivades i KBJ. Svenska staten köpte Kalmar–Berga Järnväg och Mönsterås Nya Järnvägsaktiebolag 1940 och dessa införlivades i Statens Järnvägar samtidigt som Kalmar läns östra järnvägsaktiebolag upphörde.
Genom Kalmar–Berga Järnväg var Kalmar läns östra järnvägsaktiebolag delägare i Kalmar Verkstadsaktiebolag grundat 1902. Kalmar–Berga Järnvägs del av Kalmar Verkstad såldes också till staten.

## Dotterbolag

### Mönsterås Nya Järnvägsaktiebolag
Mönsterås Nya Järnvägsaktiebolag var ett dotterbolag till Kalmar läns östra järnvägsaktiebolag. Dotterbolaget bildades 1910 när Kalmar läns östra järnvägsaktiebolag köpte 
Mönsterås–Åseda Järnväg (MÅJ) på auktion för 400 000 kronor. Mönsterås–Åseda Järnvägsaktiebolag gick i konkurs redan den 14 september 1905 och det var först efter fyra auktioner som konkursförvaltaren sålde järnvägen. Järnvägen drevs med namnet Mönsterås Järnväg men signaturen var fortfarande (MÅJ). Det slöts ett avtal med Kalmar–Berga Järnväg om samtrafik och gemensamt rullande material. Järnvägen köptes av staten den 1 juli 1940 samtidigt som Kalmar–Berga Järnväg.

### Östra Smålands Järnväg
Östra Smålands Järnväg ett dotterbolag till Kalmar läns östra järnvägsaktiebolag bildades 1932 när Ruda–Oskarshamns Järnväg och Ruda–Älghults Järnväg köptes från Riksgäldskontoret efter att dessa järnvägar hade gått i konkurs 1931. Östra Smålands Järnväg gick i likvidation 1936 och Kalmar läns östra järnvägsaktiebolag köpte åter de båda järnvägarna på exekutiv auktion  men nu blev järnvägarna en del av Kalmar–Berga Järnväg för att samordna fordonsutnyttjandet.